# 3 Hits from Hell
3 Hits from Hell – piąty singel zespołu The Misfits wydany w kwietniu 1981 roku przez wytwórnię Plan 9 Records.

## Lista utworów
1. London Dungeon
2. Horror Hotel
3. Ghouls Night Out

## Skład
- Glenn Danzig – wokal
- Bobby Steele – gitara, wokal
- Jerry Only – bas, wokal
- Arthur Googy – perkusja
- Doyle Wolfgang von Frankenstein – gitara (w "Horror Hotel" i "Ghouls Night Out")